# Ekorus ekakeran
Ekorus ekakeran és una espècie extinta de mustèlid gros que visqué a Kenya durant el Miocè. Amb una alçada de fins a 60 cm a l'espatlla, tenia una constitució diferent a la de la resta de mustèlids. Les mosteles d'avui en dia tenen les potes curtes i només poden mantenir una alta velocitat per períodes curts. En canvi, E. ekakeran tenia les potes més semblants a les dels lleopards.